# Primo aiutante di campo del re
Il primo aiutante di campo del re è stato l'ufficiale incaricato di affiancare e seguire il monarca in quanto capo delle forze armate della nazione.
Durante il regno d'Italia il primo aiutante di campo del re, come capo della Casa militare del re, aveva l'incarico di provvedere alla sorveglianza dei palazzi reali e alla difesa personale della figura del sovrano; da lui, infatti, dipendevano i reparti armati preposti a tali funzioni e la sua figura svolgeva un ruolo chiave di tramite tra il sovrano, il ministro della guerra e l'esercito. La figura del primo aiutante di campo del re era ricoperta sovente da un alto ufficiale d'esercito di lungo corso che godesse della fiducia e della stima personali del sovrano; secondo le leggi emanate nel 1869, questi era affiancato da massimo quattro altri aiutanti di campo, effettivi o onorari (solitamente aventi grado di maggiore generale) e da fino a un massimo di nove ufficiali d'ordinanza (maggiori o capitani).
Con regio decreto dell'11 aprile 1869, Vittorio Emanuele II vietò ai primi aiutanti di campo di assumere incarichi di governo e con un ordinamento del 1871 gli assegnò anche la direzione del personale di livrea addetto alla custodia del palazzo del Quirinale. Storicamente, il primo aiutante di campo del re aveva il comando dello squadrone dei carabinieri reali nonché di tutte le guardie presenti al palazzo reale. Egli coordinava tutte le riviste o gli esercizi militari che coinvolgevano il sovrano ed aveva il compito di comunicare al ministro della guerra le disposizioni del re in fatto di nomine e movimenti del personale. Egli aveva inoltre il compito di coordinarsi col ministro della real casa in caso di spostamenti del re, provvedendo alle strade più consone e sicure per raggiungere le mete prescritte.
Il ruolo del primo aiutante del re venne ridimensionato nel 1922, nel 1929 e nuovamente nel 1932, limitandosi perlopiù a compiti di tipo militare e di sicurezza non solo del sovrano, ma anche dell'intera famiglia reale. Sarà proprio il primo aiutante di campo del re, generale Paolo Puntoni, una delle prime personalità a seguire Vittorio Emanuele III a Brindisi dopo l'armistizio dell'8 settembre 1943 ed a coordinare gli spostamenti della famiglia reale nelle aree di guerra.
Dopo la nascita della Repubblica quelle che erano le funzioni del primo aiutante di campo del re vennero sostituite dalla figura del consigliere militare e primo aiutante di campo del presidente della repubblica.

## Cronotassi
| N°           | Primo Aiutante di Campo Generale       | Primo Aiutante di Campo Generale                                                     | Forza armata       | Mandato      | Mandato          | Sovrano                                                        |
| N°           | Primo Aiutante di Campo Generale       | Primo Aiutante di Campo Generale                                                     | Forza armata       | Inizio       | Fine             | Sovrano                                                        |
| ------------ | -------------------------------------- | ------------------------------------------------------------------------------------ | ------------------ | ------------ | ---------------- | -------------------------------------------------------------- |
| 1            |                                        | Carlo Ferrero della Marmora (1788-1854)                                              | Regia Armata Sarda | 3 marzo 1849 | 21 febbraio 1854 | Vittorio Emanuele II (1849-1878)                               |
| Nomen Nescio |                                        |                                                                                      |                    |              |                  | Vittorio Emanuele II (1849-1878)                               |
| 2            |                                        | Enrico Morozzo Della Rocca (1807-1897) Facente funzioni già Capo di Stato Maggiore   | Regia Armata Sarda | 1857         | 1858             | Vittorio Emanuele II (1849-1878)                               |
| 3            | Enrico Morozzo Della Rocca (1807-1897) | Regia Armata Sarda Regio Esercito                                                    | 1858               | 1865         |                  | Vittorio Emanuele II (1849-1878)                               |
| 4            |                                        | Luigi Federico Menabrea (1809-1896)                                                  | Regio Esercito     | 1866         | 1869             | Vittorio Emanuele II (1849-1878)                               |
| 5            | ?                                      | Giacomo Filippo Spinola (1828-1872)                                                  | Regio Esercito     | 1869         | 1870             | Vittorio Emanuele II (1849-1878)                               |
| 6            |                                        | Maurizio Gerbaix de Sonnaz (1816-1892)                                               | Regio Esercito     | 1870         | 1872             | Vittorio Emanuele II (1849-1878)                               |
| 7            |                                        | Ettore Bertolè Viale Facente funzioni già Gran Cacciatore e Aiutante di Campo del Re | Regio Esercito     | 1872         | 1874             | Vittorio Emanuele II (1849-1878)                               |
| 8            |                                        | Giacomo Medici (1817-1882)                                                           | Regio Esercito     | 1874         | 1882             | Vittorio Emanuele II (1849-1878) Umberto I (1878-1900)         |
| 9            |                                        | Raffaele Pasi (181-1891)                                                             | Regio Esercito     | 1882         | 1890             | Umberto I (1878-1900)                                          |
| 10           |                                        | Emilio Pallavicini di Priola (1823-1901)                                             | Regio Esercito     | 1890         | 1893             | Umberto I (1878-1900)                                          |
| 11           |                                        | Emilio Ponzio Vaglia (1831-1912)                                                     | Regio Esercito     | 1893         | 1899             | Umberto I (1878-1900)                                          |
| 12           |                                        | Felice Avogadro di Quinto (1844-1907)                                                | Regio Esercito     | 1899         | 1902             | Umberto I (1878-1900) Vittorio Emanuele III (1900-1946)        |
| 13           |                                        | Ugo Brusati (1847-1936)                                                              | Regio Esercito     | 1902         | 1917             | Vittorio Emanuele III (1900-1946)                              |
| 14           |                                        | Arturo Cittadini (1864-1928)                                                         | Regio Esercito     | 1918         | 1928             | Vittorio Emanuele III (1900-1946)                              |
| 15           | ?                                      | Vittorio Solaro del Borgo di San Dalmazzo (?-?)                                      | Regio Esercito     | 1928         | 1931             | Vittorio Emanuele III (1900-1946)                              |
| 16           |                                        | Giuseppe Mario Asinari Rossillon (1874-1943)                                         | Regio Esercito     | 1931         | 1940             | Vittorio Emanuele III (1900-1946)                              |
| 17           | ?                                      | Paolo Puntoni (1889-1967)                                                            | Regio Esercito     | 1940         | 1944             | Vittorio Emanuele III (1900-1946)                              |
| 18           | ?                                      | Adolfo Infante (1891-1970)                                                           | Regio Esercito     | 1944         | 1946             | Umberto, Luogotenente Generale del Regno poi Umberto II (1946) |